# Ponsonby
Ponsonby är en by och en civil parish i Cumbria i England. Orten har 92 invånare (2001). Den har en kyrka.